# Algirdas Antanas Avižienis
Algirdas Antanas Avižienis (nom souvent orthographié Avizienis), né le 8 juillet 1932 à Kaunas en Lituanie, est un informaticien, professeur émérite à l'université de Californie à Los Angeles (UCLA), réputé pour ses travaux sur l'architecture des ordinateurs, l'arithmétique digitale, et la tolérance aux pannes.

## Biographie et activité scientifique

### Formation
Algirdas Antanas Avižienis réside aux États-Unis depuis 1950. Il effectue ses études universitaires à l'université de l'Illinois où il obtient un B.S. (1954), un M.S. (1955), et un Ph.D. (1960) en ingénierie électrique. De 1956 à 1960 il est assistant de recherche et membre du Digital Computer Laboratory de université de l'Illinois, où il participe à la conception de l’ordinateur ILLIAC II tout en poursuivant la préparation de sa thèse sur la conception d'un système de numération à chiffres signés en vue d'une arithmétique digitale rapide. Les algorithmes parallèles pour les opérations de base font partie de la thèse d'Avižienis préparée sous la direction de James E. Robertson et soutenue en 1960. L'article « Signed-Digit Number Representations for Fast Parallel Arithmetic » de 1961 qui décrit ces algorithmes est l'un des travaux les plus cités d'Avižienis, d'après Google Scholar.

### Activités universitaires
Il rejoint l'UCLA en 1962.
De 1961 à 1972 il organise et dirige le projet d’ordinateur STAR (acronyme pour « Self-Testing-And-Repairing ») du Jet Propulsion Laboratory. C'est dans ce cadre que débute sa recherche sur la fiabilité et la tolérance aux pannes des ordinateurs, étendue ensuite à la sûreté de fonctionnement. À l'université, il est dirige le Dependable Computing and Fault-Tolerant Systems Laboratory dans le département d'informatique de l'UCLA, où il est chercheur principal depuis 1972 sur l'architecture des ordinateurs et leur tolérance aux pannes. Ses sujets de recherche incluent l'architecture distribuée et la méthodologie de conception de systèmes, toujours du point de vue de la tolérance aux pannes. De 1982 à 1985, il dirige le département d'informatique. Il a dirigé de nombreuses thèses.
Parmi ses séjours à l'étranger, on note l'Institut polytechnique national de Mexico, l'université de São Paulo, au Brésil, le Laboratoire d'analyse et d'architecture des systèmes (LAAS) à Toulouse, l'université Keiō à Tokyo, l'université technique de Berlin et l'Institut de recherche en microélectronique de Lintong, en République populaire de Chine.

### Activités de consultant
Avizienis a été aussi consultant pour des études demandées ou financées par des organismes et institutions comme la U.S. Air Force, U.S. Navy, NASA, the Federal Aviation Administration et le National Bureau of Standards. Il était aussi membre du conseil pour l'informatique de la National Science Foundation (NSF) membre du comité pour le matériel, de la NSF Computer Science and Engineering Research Study entre 1975 et 1978 et comme président du Fault Tolerance Panel de l'école d'été de 1980 sur la  Autonomous Spacecraft Maintenance organisée par l'Air Force Office of Scientific Research et l'US Air Force Space Division.

### Activités en Lituanie
En 1974, Avizienis effectue une séjour de recherche de cinq mois, financé par la National Academy of Sciences des États-Unis, à l'Institut de Mathématiques et Cybernétique de l'Académie lituanienne des sciences à Vilnius, en Lituanie, où il avait également fait six visites de recherche plus courtes depuis 1968.
De août 1990 à février 1993, Avizienis a été le premier recteur de l'université Vytautas-Magnus à Kaunas, en Lituanie après sa réouverture en 1989. L'université est l'ancienne université nationale de Lituanie, créée en 1922 et fermée par le gouvernement soviétique en 1950. Le sénat de l'Université Vytautas Magnus a décerné à Avizienis le titre de Professeur Honoris Causa en 1994.

## Honneurs et distinctions
- 1968 Inscription sur la liste Honor Roll de l'IEEE.
- 1969 Apollo Achievement Award de la NASA.
- 1979 Fellow de l'IEEE et prix Information Systems de l'AIAA.
- 1980 Médaille pour services exceptionnels de la NASA.
- 1985 Prix annuel Computer Society Technical Achievement de l'IEEE.
- 1985 Docteur Honoris Causa de l'Institut national polytechnique de Toulouse.
- 1986 Prix Siver Core de l’IFIP (en).
- 1990 Membre de l'Académie lituanienne des sciences.
- 1991 Distinguished Alumnus Award du département d'Electrical and Computer Engineering de l'université de l'Illinois.
- 1994 Professeur Honoris Causa, attribué par le sénat de l'université Vytautas-Magnus[5].
- 1998 Croix de Commandant de l'Ordre du Grand Duc Gediminas de Lituanie.
- 2012 Prix Eckert-Mauchly[6] de l'ACM - IEEE, pour ses contributions fondamentales à l'architecture des ordinateurs tolérants aux pannes et à l’arithmétique des ordinateurs[7].
- 2012 Prix Jean-Claude Laprie en Sûreté de fonctionnement, décerné par le IFIP Working Group 10.4 on Dependable Computing and Fault Tolerance[8].
- 2012 Global Lithuanian Award[9], décerné par Global Lithuanian Leaders.

## Publications les plus citées
- Algirdas Avizienis Avizienis, Jean-Claude Laprie, Brian Randell et Carl E. Landwehr, « Basic concepts and taxonomy of dependable and secure computing », IEEE Transactions on Dependable and Secure Computing, vol. 1, no 1,‎ janvier-mars 2004, p. 11 - 33 (ISSN 1545-5971, DOI 10.1109/TDSC.2004.2).
- Algirdas Avizienis, « Signed-Digit number representations for fast parallel arithmetic », IRE Transactions on Electronic Computers, vol. EC-10, no 3,‎ septembre 1961, p. 389 - 400 (ISSN 0367-9950, DOI 10.1109/TEC.1961.5219227).